# Jardín Botánico y Centro de la Naturaleza del Desierto de Chihuahua
El Jardín Botánico y Centro de la Naturaleza del Desierto de Chihuahua (en inglés: Chihuahuan Desert Nature Center and Botanical Gardens) es un centro de la naturaleza sin ánimo de lucro de 507 acres (205 hectáreas) que incluye a un jardín botánico de 20 acres de extensión, que está ubicado en el desierto de Chihuahua. Se encuentra en Fort Davis, Texas, Estados Unidos. 
El código de identificación del Chihuahuan Desert Nature Center and Botanical Gardens como miembro del "Botanic Gardens Conservation Internacional" (BGCI), así como las siglas de su herbario es CHIHU.

## Localización
El jardín se ubica en los terrenos del Chihuahuan Desert Research Institute, en la carretera "Highway 118" a unas 4 millas (6.4 km) al sur de Fort Davis y a una altitud de 5,040 pies (1,540 m) en el desierto Chihuahua.
Chihuahuan Desert Nature Center and Botanical Gardens Box 905, Fort Davis, Jeff Davis county, Texas TX 79734, United States of America-Estados Unidos de América.
Planos y vistas satelitales.30°36′21.6792″N 103°58′40.7420″O / 30.606022000, -103.977983889
Se encuentra abierto de lunes a sábados excepto los mayores días festivos. Se cobra una tarifa de visita.

## Historia
El "Chihuahuan Desert Research Institute" fue creado en enero de 1974, por un número de profesionales concienciados en la conservación de la Naturaleza, como organización no lucrativa, científica y educativa independiente. El propósito de la organización es impulsar la investigación científica referente a las ciencias naturales y a la región del desierto de Chihuahua y crear la conciencia pública de los fenómenos naturales que se encontrarán aquí. 
Mientras que mantiene su independencia, el instituto trabaja estrechamente con una serie de universidades, de instituciones, y de organizaciones. La organización tiene sus raíces en la universidad de estado próxima de Sul Ross State University y disfruta de unos lazos y de una relación laboral muy especial con esta institución de enseñanza superior. 
El instituto tuvo inicialmente su sede en el edificio entonces vacío de las « Centennial School Building » en Alpine, durante el periodo de 1974 hasta 1983, gracias a la generosidad y la ayuda del « Alpine Independent School District », que arrendó el edificio al CDRI con una cuota de $1.00 por año. En 1983, la vieja escuela fue vendida y el CDRI se trasladó al "Honors Hall " en el campus de la universidad de estado de Sul Ross. Mientras que estaba establecido jefatura en el campus universitario del estado de Sul Ross, el instituto condujo sus actividades desde el "Honors Hall" (1983-1991), y más adelante desde el "Barton Warnock Science Building" (1991-1997). 
En 1978, la organización podía comprar una zona de 507 acres de tierra en las colinas de las Davis Mountains. Este sitio se está desarrollando como un centro de investigación y educación donde los visitantes pueden experimentar las maravillas de los procesos naturales que ocurren en el desierto de Chihuahua. Los terrenos fueron comprados totalmente por contribuciones públicas directas en la primavera de 1985. 
La topografía de la tierra consiste en prados ondulados, colinas rocosas, y una barranca boscosa. El sitio ha estado abierto al público durante los meses de verano desde 1983. Con la construcción de su nuevo Centro de Visitantes, el CDRI se ha trasladado desde el campus de Sul Ross a su sede permanente actual cercana a Fort Davis. Con este traslado, las instalaciones han estado abiertas al público a lo largo de todo el año desde enero de 1998.

## Colecciones
El jardín botánico del centro de 20 acres incluye unas 165 especies de árboles, arbustos, y plantas perennes del desierto de Chihuahua, además de un invernadero que contiene unas 200 especies de cactus del desierto de Chihuahua.
En el jardín hay unas 3 millas (4.8 km) de senderos a través de los cuales podemos observar manantiales y charcas, además de una interesante geología del terreno, y la flora y fauna local, incluidos el  Montezuma Quail (Cyrtonyx montezumae) y algunos de los mayores árboles  madroños en Texas.